# دارل دوجلاس
دارل دوجلاس (بالهولندية: Darl Douglas)‏ (5 أكتوبر 1979 بباراماريبو في سورينام - ) هو لاعب كرة قدم هولندي في مركز جناح ‏. لعب مع أياكس أمستردام وفيلم تو تيلبورغ ونادي أوترخت ونادي ماريتيمو ونادي هارلم وهيراكليس ألميلو ونادي روسيندال ‏.

## روابط خارجية
- دارل دوجلاس على موقع قاعدة بيانات كرة القدم.إي يو (الإنجليزية)
- دارل دوجلاس على موقع Soccerway.com (الإنجليزية)